# Майно Нері
Майно Нері (італ. Maino Neri, * 30 червня 1924, Карпі — † 8 грудня 1995) — колишній італійський футболіст, півзахисник. По завершенні ігрової кар'єри — футбольний тренер.
Як гравець насамперед відомий виступами за клуби «Модена» та «Інтернаціонале», а також національну збірну Італії.
Дворазовий чемпіон Італії.

## Клубна кар'єра
У дорослому футболі дебютував 1941 року виступами за команду клубу «Модена», в якій провів дев'ять сезонів, взявши участь у 313 матчах чемпіонату. Більшість часу, проведеного у складі «Модени», був основним гравцем команди.
Своєю грою за цю команду привернув увагу представників тренерського штабу клубу «Інтернаціонале», до складу якого приєднався 1951 року. Відіграв за «нераззуррі» наступні чотири сезони своєї ігрової кар'єри. Граючи у складі «Інтернаціонале» також здебільшого виходив на поле в основному складі команди. За цей час двічі виборював титул чемпіона Італії.
Завершив професійну ігрову кар'єру у клубі «Брешія», за команду якого виступав протягом 1955—1958 років.

## Виступи за збірну
1948 року дебютував в офіційних матчах у складі національної збірної Італії. Протягом кар'єри у національній команді, яка тривала 7 років, провів у формі головної команди країни лише 8 матчів. У складі збірної був учасником футбольного турніру на Олімпійських іграх 1948 року у Лондоні, футбольного турніру на Олімпійських іграх 1952 року у Гельсінкі, а також чемпіонату світу 1954 року у Швейцарії.

## Кар'єра тренера
Розпочав тренерську кар'єру, повернувшись до футболу після невеликої перерви, 1965 року, очоливши тренерський штаб клубу «Модена».
В подальшому очолював команди клубів «Лаціо», «Комо» та «Реджина».
Останнім місцем тренерської роботи був клуб «Лечче», команду якого Майно Нері очолював як головний тренер до 1973 року.
| Дата       | Місто     | Господарі      | Результат | Гості    | Турнір                   | Голи | Примітки |
| ---------- | --------- | -------------- | --------- | -------- | ------------------------ | ---- | -------- |
| 02/08/1948 | Брентфорд | Італія         | 9 – 0     | США      | ОІ 1948 - 1/8 фіналу     | -    |          |
| 05/08/1948 | Лондон    | Данія          | 1 – 1     | Італія   | ОІ 1948 - чвертьфінал    | -    |          |
| 16/07/1952 | Тампере   | Італія         | 8 – 0     | США      | ОІ 1952 - 1/8 фіналу     | -    |          |
| 21/07/1952 | Гельсінкі | Італія         | 0 – 3     | Угорщина | ОІ 1952 - чвертьфінал    | -    |          |
| 26/04/1953 | Прага     | Чехословаччина | 2 – 0     | Італія   | Кубок Центральної Європи | -    |          |
| 11/04/1954 | Париж     | Франція        | 1 – 3     | Італія   | товариський матч         | -    |          |
| 17/06/1954 | Лозанна   | Швейцарія      | 2 – 1     | Італія   | ЧС 1954 - груповий етап  | -    |          |
| 20/06/1954 | Луґано    | Італія         | 4 – 1     | Бельгія  | ЧС 1954 - груповий етап  | -    |          |
| Усього     |           | Матчів         | 8         |          | Голів                    | 0    |          |

## Титули та досягнення
- Чемпіон Італії (2):

«Інтернаціонале»: 1952–53, 1953–54